# Branchinecta longiantenna
Branchinecta longiantenna är en kräftdjursart som beskrevs av Eng, Belk och Bente Eriksen 1990. Branchinecta longiantenna ingår i släktet Branchinecta och familjen Branchinectidae. IUCN kategoriserar arten globalt som starkt hotad. Inga underarter finns listade.